# Las gigantillas
Las gigantillas es un lienzo de Francisco de Goya, diseñado para el despacho del rey Carlos IV de España en El Escorial. Fue uno de los primeros óleos de su última serie de cartones para tapices.
Fue robado en 1869 junto con otros cinco cartones de Goya que se encontraban en el Palacio Real de Madrid. En 1913 se localizó en París cuando iba a ser subastado, siendo puesto en conocimiento de las autoridades españolas y francesas. Finalmente el cuadro fue entregado como un regalo del barón Mór Lipót Herzog von Csete (1869-1934) al rey Alfonso XIII, quien a su vez lo cedió en depósito al Museo del Prado, siendo propiedad de los descendientes del rey.

## Análisis
Cinco niños juegan subiéndose unos sobre otros en el popular y conocido juego de «las gigantillas». En lontananza es visible un paisaje con montes y arboledas.
La mayoría de la crítica se inclina por datarla como parte de la séptima serie, destinada al despacho de Carlos IV en El Escorial.
Puede tratarse de una alegoría al inestable estado político de la España de la época, especialmente al cambio de ministros, tema al que Goya recurriría años más tarde en Subir y bajar.
Es una composición destinada a sobreventana, por lo que la perspectiva baja y el esquema en forma de triángulo se repite, evocando a La cita o Los leñadores. Goya muestra de nuevo su capacidad para representar a la infancia en todo su esplendor, como lo hizo en Niños inflando una vejiga. La luz y las fuertes pinceladas anticipan en Goya el impresionismo.
En el aspecto compositivo, al tratarse de una sobrepuerta el artista repite la perspectiva baja y el esquema triangular de obras anteriores - La cita o los Leñadores - mostrándonos una vez más su facilidad para representar el mundo infantil a la perfección. El efecto atmosférico recuerda las obras de Velázquez, aplicando el de Fuendetodos una pincelada rápida y vibrante cargada de vivas tonalidades. La luz será otra de las preocupaciones del aragonés, situándole como un antecesor del Impresionismo.